# قشلاق باقرسلی حاج خانعلی
قشلاق باقرسلی حاج خانعلی یک روستا در ایران است که در استان اردبیل واقع شده‌است. قشلاق باقرسلی حاج خانعلی 398 نفر جمعیت دارد.اکثر اراضی کشاورزی به صورت دیم کشت میشود اما در سال های اخیر دولت در اقدامی جهادی نسبت به اب رسانی روستا اقدام کرده و اکنون درمرحله بهره برداری است.جمعیت روستا متشکل از چند فامیلی است که همگی از یک فامیلی مشتق شده اند حجازی و صرافی و وکیلی که اولین و بزرگ ترین فامیلی و بنیانگذار روستا نیز هستند.و همچنین ز یداله صرافی و یداله حجازی که نصف روستا از نسل انها هستن.